# Багахангай (станция)
Багахангай (монг. Багахангай Өртөө) — железнодорожная станция в поселке городского типа Багахангай.
Железнодорожная станция Багахангай располагается на Трансмонгольской железной дороге, через которую осуществляется грузовое и пассажирское сообщение в северном направлении с Улан-Батором и Улан-Удэ (Россия), в южном направлении с Чойром, Сайншандом и Пекином (Китай), а также в северо-восточном с Баганууром.

## Описание
Железнодорожная станция Багахангай расположена на 107 км на участке Улаан-Баатор — Замын-Уудэ — Багануур, через неё проходит 4,5-5,2 млн тонн транзитных грузов и 2,5 миллиона пассажиров в год. Железнодорожная узловая станция Багахангай была открыта 20 сентября 1977 года, обеспечивая движение поездов в трех направлениях — на Улан-Батор, Багануур и Замын-Уудэ.
На станции Багахангай расположены шесть станционных путей для грузовых и пассажирских поездов, вокзал и пассажирская платформа, здания технического обслуживания поездов и отдыха работников, депо маневрового локомотива, погрузочно-разгрузочная площадка и рампа для разгрузки угля.
В северном направлении к станции Багахангай примыкает построенная в 2014 году крупная нефтебаза.